# Néoules
Néoules è un comune francese di 2 925 abitanti situato nel dipartimento del Var della regione della Provenza-Alpi-Costa Azzurra.

## Storia

### Simboli
Le tre noci d'oro nello scudo (noix in francese), possono portare a credere che il nome di Néoules derivi dall'abbondanza di alberi di noce, ma l'etimologia dell'antico toponimo Novulas avrebbe il significato di "Nuovo luogo" o "Nuove terre bonificate".

## Società

### Evoluzione demografica
Abitanti censiti